# Прокунин, Андрей Викторович
Андрей Викторович Прокунин (род. 7 мая 1978, Павловский Посад, Московская область, СССР) — российский биатлонист и тренер, двукратный чемпион мира по летнему биатлону, чемпион и призёр зимней Универсиады 1999 года. Мастер спорта России международного класса.

## Биография
Родился в городе Павловский Посад Московской области. Там же в 1987 году начал заниматься биатлоном в местной ДЮСШ у Виктора Васильевича Трушина. С 1998 года тренировался в ДЮСШ Тушино, а затем — в СДЮШОР «Юность Москвы». Помимо биатлона, в детстве занимался футболом и хоккеем с мячом.
В 1985-1995 гг. обучался в школе № 24 города Павловский Посад. В 1999 году окончил Московскую государственную академию физической культуры по специальности «тренер-преподователь».
На внутрироссийских соревнованиях Прокунин выступал за Владимирскую и Московскую области (до 2001 года представлял Ханты-Мансийск).
В 2014 году завершил карьеру спортсмена и стал работать тренером. 

### Спортивная карьера
Чемпион мира по биатлону среди юниоров 1998 года.
В 1999 году стал серебряным призёром зимней Универсиады 1999 года в словацком Попраде в спринте, а в эстафете в составе сборной России выиграл золотую медаль.
Победитель этапов Кубка Европы, призёр этапа Кубка мира в эстафете. Многократный чемпион России. Лучший результат на этапах Кубка мира — девятое место (два раза).
На чемпионате мира 2001 года 22-летний Прокунин выступал на втором этапе мужской эстафеты и получил штрафной круг, что не позволило в итоге сборной России стать призёром.
В 2009 году во время чемпионата России по биатлону у Прокунина и у Вероники Тимофеевой были обнаружены положительные допинг-пробы. В их крови нашли эритропоэтин. Спортсмена дисквалифицировали на два года. В 2011 году биатлонист отбыл дисквалификацию. 
В межсезонье-2012 Прокунин планировал перейти в новообразованную сборную Иордании по биатлону, однако от этой идеи отказался из-за риска потерять гражданство России и последующем расформировании сборной. 
На отборочных соревнованиях в Острове в июне 2013 г. выиграл спринт и гонку преследования и был включен на Чемпионат мира по летнему биатлону в итальянский Форни-Авольтри. В составе смешанной эстафеты с Александрой Аликиной, Ольгой Шестериковой и Александром Шрейдером 18 июля во второй раз (впервые в 2000 году) стал чемпионом мира по летнему биатлону.
В апреле 2014 года завершил спортивную карьеру.

### Тренерская карьера
Ещё в период дисквалификации за допинг Прокунин основал федерацию лыжных гонок и биатлона Павлово-Посадского муниципального района, председателем которой он являлся. Был куратором городских соревнований.
После окончания спортивной карьеры стал работать тренером в Москве.
В 2016 году стал старшим тренером сборной Южной Кореи по биатлону. При нём ряд бывших российских спортсменов (Александр Стародубец, Анна Фролина, Екатерина Аввакумова, Тимофей Лапшин) получили южнокорейское гражданство. В апреле 2018 года на фоне конфликта с Екатериной Аввакумовой покинул пост.
С мая 2018 по март 2019 года — старший тренер женской сборной Украины по биатлону.
С 2022 года стал работать в Китае, в базовом клубе биатлонистов национальной сборной «Ляонин».
В 2025 году вернулся в Россию, является личным тренером супружеской пары Карима и Анастасии Халили.

## Личная жизнь
Жена — Анастасия, бывшая биатлонистка, с которой Прокунин вместе с 1997 года. Двое детей: Полина (род. 2002) и Дмитрий (род. 2010).
Болельщик футбольного клуба «Спартак» (Москва).

## Результаты

### Кубок мира
| Сезон     | Mесто |
| --------- | ----- |
| 1999/2000 | 46    |
| 2000/2001 | 47    |
| 2004/2005 | 81    |
| 2007/2008 | 41    |